# Altar Mountain
Altar Mountain är ett berg i Antarktis. Det ligger i Östantarktis. Nya Zeeland gör anspråk på området. Toppen på Altar Mountain är 2 000 meter över havet, eller 400 meter över den omgivande terrängen. Bredden vid basen är 2,6 km.
Terrängen runt Altar Mountain är huvudsakligen kuperad, men norrut är den bergig. Trakten är obefolkad. Det finns inga samhällen i närheten. 